# Allium cristophii
Espèce
Classification APG III (2009)

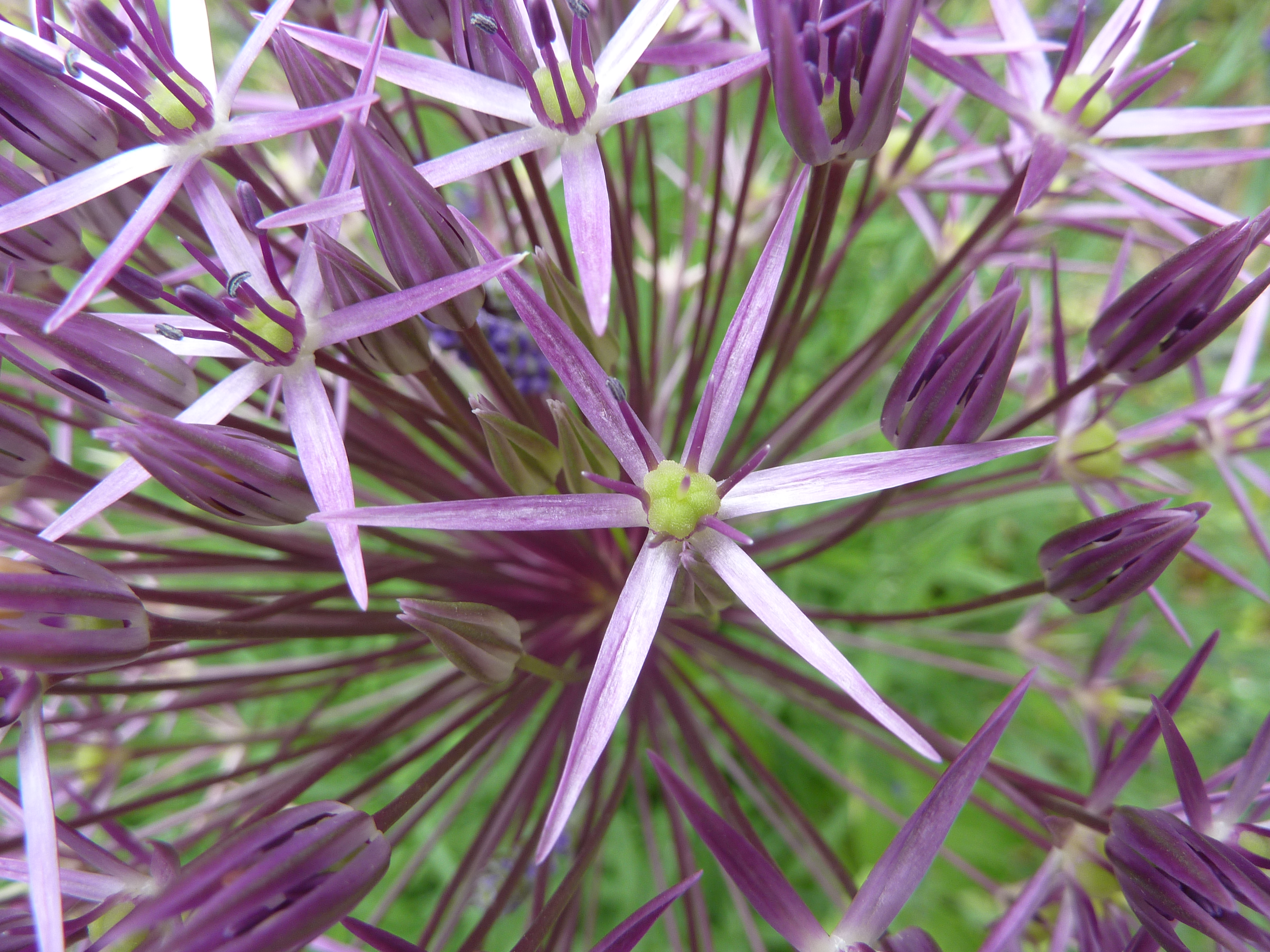
détail de la fleur

Allium cristophii, l'Ail à boule étoilée, ou Étoile de Perse est une espèce de plante bulbeuse du genre Allium, appartenant à la famille des Amaryllidaceae. Elle est originaire d'Asie.

## Description
L'Allium « étoile de Perse » est une espèce à fleurs bleu-violettes. Elle est originaire du centre de la Turquie (province de Kayseri), du nord de l'Iran et du Turkménistan et cultivée comme plante ornementale.
Voyant et inhabituel, le capitule de l'étoile de Perse peut mesurer jusqu'à 30 cm de diamètre. Près de 100 fleurs violettes è reflets métalliques créent une floraison en forme d'étoile qui ressemble à un « feu d'artifice explosif ».

## Taxonomie
Allium cristophii a été décrit par le botaniste et ptéridologue russe, Ernst Rudolf von Trautvetter et publié dans Trudy Imperatorskago S. -Peterburgskago Botaničeskago Sada en 1884,.

## Synonymie
- Allium albopilosum C.H.Wright
- Allium bodeanum Regel
- Allium walteri Regel[6]